# Panciu

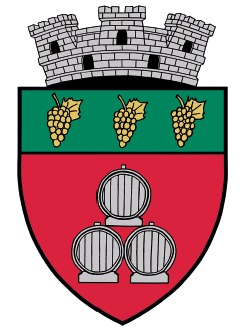
Pancius vapen.

Panciu är en stad i länet Vrancea i östra Rumänien. Pancio, som har 9 104 (2002) invånare, utgörs av byarna Crucea de Jos, Crucea de Sus, Dumbrava, Neicu och Satu Nou.